# Oosterwolde (Gelderland)
Oosterwolde is een Nederlands voormalig gemeente en kerkdorp dat sinds 1974 hoort bij de Noord-Gelderse gemeente Oldebroek. Met de buitengebieden meegerekend had Oosterwolde 2.340 inwoners in 2023 (bron: CBS).
Oosterwolde ontleent zijn naam aan de wolden die hier vroeger waren. Het moerasachtige gebied werd ontgonnen en in cultuur gebracht door sloten te graven. Men had vroeger veel last van wateroverlast door het stuwende water van de IJssel. Daarom werden er dijken aangelegd die ook als wegen dienden. De nog bestaande wegen Winterdijk en Zomerdijk verwijzen hiernaar.

## Religie
De twee kerken in Oosterwolde hebben een streng calvinistische signatuur. De dorpskerk van de Hervormde Gemeente, behorend tot de Gereformeerde Bond, stond vroeger in het richting Kampen gelegen "kerkdorp". Verplaatsing met toestemming van Koning Willem III was gewenst omdat Oosterwolde zich door de ontginning ontwikkelde als een dorp. Verplaatsing van de kerk werd toegestaan mits in het nabijgelegen Noordeinde een kerkje werd gebouwd. Deze boerderijkerk is nog steeds in gebruik bij de Hervormde Gemeente.
De totstandkoming van de Protestantse Kerk in Nederland, waarbij de plaatselijke Hervormde Gemeente zich aansloot, leidde tot een scheuring in genoemde gemeente. Een deel van de gemeente sloot zich aan bij de Hersteld Hervormde Gemeente. Nadat ze eerst samenkwam in het gebouw van de geloofsgemeenschap Luctor et Emergo te Oldebroek, besloot zij tot de bouw van een nieuw kerkgebouw.
Ds. Louis Henri Antoine Bähler (1838–1932) is van grote invloed geweest op het geestelijk leven van Oosterwolde en omgeving. Tijdens zijn predikantschap in Oosterwolde werd hij gegrepen door het Réveil. Na een bezoek aan een conferentie samen met onder andere dr. Abraham Kuyper in het Engelse Brighton probeerde hij het starre calvinisme te doorbreken. Dat kwam hem in zijn eigen gemeente duur te staan. Hij werd bedreigd en weggepest en vertrok naar Lage Zwaluwe. Zijn medestanders bleven echter zijn boodschap trouw. Uiteindelijk betrokken ze een eigen gebouw in het naburige Oldebroek. Ds. Bähler bleef tot op hoge leeftijd betrokken bij die geloofsgemeenschap.

## Verenigingen
- Voetbalvereniging VSCO '61
- Christelijke Muziekvereniging David
- Oosterwolds Gemengd Christelijk Koor
- Gymnastiekvereniging FIT
- Postduivenvereniging De Pelikaan
- Schietvereniging Willem Tell

## Geboren
- Eva Bruijnes (2005), voetbalster

## Bekende inwoner
- Marcel van Dam (1938), Nederlands socioloog en politicus

## Korenmolen De Zon
Deze beltmolen was vroeger gezichtsbepalend voor het dorp en stond aan de kruising: Groote Woldweg, Zwarteweg en Oostendorperstraatweg.
Kornelis Spijkerboer bouwde de molen in 1860. Ze bleef altijd in het bezit van de familie Spijkerboer. In de loop van de jaren werd de molen niet meer als zodanig gebruikt maar diende als silo. Op 13 april 1976 brandde de molen tot de grond toe af. Ze werd nooit herbouwd.